# NGC 5553
NGC 5553 ist eine 14,0 mag helle Spiralgalaxie vom Hubble-Typ Sa im Sternbild Bärenhüter am Nordsternhimmel. Sie ist schätzungsweise 205 Mio. Lichtjahre von der Milchstraße entfernt und hat einen Durchmesser von etwa 80.000 Lj. 

Im selben Himmelsareal befinden sich u. a. die Galaxien IC 4395, IC 4397, IC 4399, IC 4405.
Das Objekt wurde am 6. Mai 1831 von John Herschel entdeckt.